# Дистих
Дистих или двустишие (на старогръцки: δίστιχον) е литературен термин, означаващ строфа, състояща се от 2 стиха.
Най-често двата стиха се римуват (с мъжка, женска или дактилна рима). Двустишието изразява относително завършена мисъл. Възможни са и двустишни строфи, в които стиховете да не се римуват помежду си, а със съседната строфа, но това на практика е разновидност на четиристишието.
В древногръцката и римската поезия се използва елегическият дистих – особен вид двустишие, при който първият стих е написан в хекзаметър (шестостъпник), а вторият – в пентаметър (петостъпник). Среща се при писане на елегии, епитафии и епиграми. Силабо-тоническото стихосложение води до промени: на мястото на дългите срички се поставят ударени, а на мястото на кратките – неударени. Двустишието се среща в поезията на всички народи. В Близкия и Средния Изток се нарича бейт. Характерно е и за александрийския стих.
В европейската поезия елегически дистих се използва от Гьоте и Шилер, Пушкин и много други. Двустишието е особено подходящо за миниатюрни литературни видове (епиграми, афоризми, епитафии). Употребява се и в разказна, реминисцентна и разсъдъчна поезия. От българските поети по-често го използват П. Р. Славейков, Стоян Михайловски, Николай Лилиев, Асен Разцветников, Пенчо Славейков и др. Стихотворението на П. К. Яворов „Павлета делия и Павлетица млада“ например е изградено с двустишия:
Неотседнал още коня доралия,
и заудря порти непознат делия.
А веднъж удари, дважди виком вика:
„Спиш ли, събуди се, отвори, Аглика!“...